# Polorós
Polorós es un distrito del municipio de La Unión Norte en el departamento de La Unión, El Salvador. De acuerdo al censo oficial de 2024, tiene una población de 8.750 habitantes.

## Historia
Polorós fue un asentamiento precolombino lenca. Para 1577 fue entregado como pueblo de confesión a los frailes seráficos del convento de San Andrés de Nacaome. Como pueblo de la parroquia de Gotera, según Pedro Cortés y Larraz, tenía un total de 171 habitantes en 1770, siendo conocido como San Gaspar Polorós. Fue parte del Partido de Gotera desde 1786 a 1827. Desde 1883 pertenece al distrito de Santa Rosa de Lima, y a partir de 1865 —después de haber sido de San Miguel— al departamento de La Unión. Obtuvo el título de villa el 28 de febrero de 1891 por Decreto Legistativo.[cita requerida]

## Información general
El distrito cubre un área de 126,60 km² y la cabecera tiene una altitud de 380 m s. n. m. El topónimo Polorós significa: "Hojarascal", "Lugar de Hojas" o "Ciudad que Renace". Las fiestas patronales se celebran en el mes de junio en honor a San Juan Bautista.[cita requerida]